# ظهرة العودة (جاكس)
حي ظهرة العودة (يسمى شعبيًا جاكس) هو أحد أكبر أحياء محافظة الدرعية المجاورة لمدينة الرياض. اسمه الرسمي حي (ظهرة العودة)، لكن بعض شركات الاتصالات وغيرها تسميه حي (الدرعية الجديدة). كما يُسمى اختصارًا (جاكس) وهذا هو الاسم الشائع على المستوى الشعبي لأنه قصير وسهل النطق، إلا أن أصل هذه التسمية هو أن (شركة جاكس) هي أول من تواجد في هذا الحي، حين كان مجرد أرض لا سكان فيها قبل أن يكون مأهولاً بعد أواسط القرن العشرين الميلادي.

## السكان
بدأ السكان يقطنون هذا الحي بعد أواسط القرن العشرين الميلادي. ويقدر عدد سكانه في سنة 2020، بما يزيد على 10 آلاف نسمة.

## الجغرافيا
يقع الحي في الجهة الشمالية الغربية من محافظة الدرعية. إذ يوجد معظمه فوق هضبة مجاورة لبعض الأودية منها وادي حنيفة. وأرضه صلبة جبلية غير زراعية.

## أبرز المعالم
أبرز معالم الحي (جاكس)، إذ يحتوي على أكثر من 100 مستودع، تم تجديدها ليتحول الحي إلى المنطقة المرجعية للفنون والثقافة في السعودية، وهو ضمن مشروع توفير مساحات للعرض واستديوهات للفنانين، ومعارض فنية، ومرافق. كما يشمل جاكس مؤسسة بينالي الدرعية المنظمة للحدث الفني العالمي الذي يقام كل سنتين "بينالي الدرعية للفن المعاصر" من عام 2021، كما أُقيمت به عدد من المناسبات الفنية مثل ملتقى طويق الدولي للنحت عام 2021، ومهرجان "جاكس للفنون" عام 2022، ونُظم فيه مشروع الرياض آرت أحد المبادرات الوطنية للفنون العامة في السعودية، وكذلك مهرجان "استكشف جاكس" عام 2022.
حي جاكس هو أيضًا موقع المضيف SAMOCA ساموكا، أول متحف للفن المعاصر في السعودية الذي افتتح عام 2023.
أيضًا من أبرز معالم الحي المعهد التقني للالكترونيات والأجهزية المنزلية. وكذلك فرع من فروع جامعة المعرفة. وأيضاً ملاعب رياضية لكرة القدم اسمها ملاعب المونديال. كما كانت توجد فيه منطقة صناعية تسمى صناعية الدرعية إلا أنها أغلقت في سنة 2019، بقرار رسمي حفاظًا على البيئة المجاورة للمناطق السكانية. كما أن مزرعة الدرعية الكبيرة التابعة لأوقاف الشيخ محمد بن عبد العزيز الراجحي تقع عند مدخل هذا الحي.

## الخدمات في الحي
تتوفر في أغلب الحي الخدمات الأساسية مثل الكهرباء والماء والاتصالات بالإضافة إلى الرصف والسفلتة وبعض الحدائق العامة. كما تتوفر فيه خدمات أخرى مثل محطات الوقود وبعض فروع أسواق التموين الكبيرة وبعض أجهزة الصراف الآلي التابعة لبعض المصارف وغيرها من خدمات تجارية. كما يوجد فيه فرع رسمي من فروع الأحوال المدنية.

## أبرز الطرق الرئيسة
أبرز وأهم وأطول الطرق الرئيسة في الحي هو طريق سعيد بن زيد المسمى على الصحابي سعيد بن زيد رضي الله عنه. ومن أبرز طرقه الرئيسة طريق الشيخ محمد بن إبراهيم المسمى على الشيخ محمد بن إبراهيم آل الشيخ رحمه الله. ومن أبرز طرقه الرئيسة أيضاً طريق الشيخ محمد عبد الرحمن الباهلي، رحمه الله. وكذلك طريق الأمير عبد الله بن عبد الرحمن.